# Диосмийтриалюминий
Диосмийтриалюминий — бинарное неорганическое соединение, интерметаллид
осмия и алюминия
с формулой Al3Os2,
кристаллы.

## Получение
- Сплавление стехиометрических количеств чистых веществ:

{\displaystyle {\mathsf {2\ Os+3Al\ {\xrightarrow {1400^{o}C}}\ Al_{3}Os_{2}}}}

## Физические свойства
Диосмийтриалюминий образует кристаллы
тетрагональной сингонии,
пространственная группа I 4/mmm,
параметры ячейки a = 0,3106 нм, c = 1,4184 нм, Z = 2,
структура типа триниобийдизолота Au2Nb3
.